# Полицейский и бандит 2
«Полицейский и бандит 2» (англ. Smokey and the Bandit II) — комедия 1980 года.

## Сюжет
Продолжение хита 1977 года «Смоки и Бандит». Бесшабашный водитель по прозвищу Бандит, его лучший друг — водитель грузовика по прозвищу Снеговик, и их друзья решают заработать на доставке необычного груза. Им предстоит перевезти из Майами в Техас беременную слониху…

## Дополнительно
Сцена, когда Кэрри (Салли Филд) объявляет о своем разрыве с Бандитом, была написана самой актрисой, которая в то время в реальной жизни прекращала свои отношения с Бертом Рейнольсом. Долгое время бывшая подругой Рейнольдса актриса снялась вместе с ним в картинах «Хупер» (1978), «Полицейский и бандит 1-2» (1977-80), «Конец» (1978). После того, как критики раскритиковали этот фильм и самого Хола Нидхема как режиссёра, тот выкупил целую страницу в журнале Variety, куда поместил свою фотографию в полный рост, сидящим на тачке, полной денег, тем самым намекая на то, каким прибыльным оказался фильм. 
В картине был установлен мировой рекорд по дальности прыжка машины, оснащенной заводским двигателем. Каскадер Бадди Джо Хукер на автомобиле Dodge Monaco 1974 года выпуска пролетел по воздуху почти 50 метров, травмировав в результате позвоночник (компрессионный перелом) жестким приземлением. Всем запомнилась финальная погоня картины, в которой принимало участие 60 каскадеров, более сотни машин и 18 огромных грузовиков. После окончания съемок этого эпизода повреждения, полученные машинами, составили почти 250 тысяч долларов. 
Большая часть фильма была снята на собственном ранчо Берта Рейнольдса во Флориде. 
Бюджет этого фильма был в 7 раз больше, чем у первого фильма. При бюджете в 17 миллионов долларов в прокате США картина собрала 66 миллионов, ещё 39 миллионов выручила за право использования на территории США.

## В ролях
- Бёрт Рейнольдс — Бо Дарвиль (Бандит)
- Салли Филд — Кэрри
- Джеки Глисон — Шериф Бафорд Джастис
- Джерри Рид — Кледус Сноу
- Дом Делуиз — Док